# Весёлый Кут (Тальновский район)
Весёлый Кут (укр. Веселий Кут) — село в Тальновском районе Черкасской области Украины.
Население по переписи 2001 года составляло 655 человек. Почтовый индекс — 20414. Телефонный код — 4731.
В селе родился Герой Советского Союза Вячеслав Кротт.

## Местный совет
20414, Черкасская обл., Тальновский р-н, с. Весёлый Кут, ул. Т.Г.Шевченка, 2